# 小野藩
小野藩（おのはん）は、播磨国加東郡を領した藩。藩庁は現在の兵庫県小野市西本町の小野陣屋に置かれた。
外様大名の一柳家が、江戸時代初期から廃藩置県まで治めた。

## 藩史

### 前史
寛永13年（1636年）、伊勢国神戸藩主一柳直盛に伊予国西条藩6万8000石が与えられた。直盛の次男直家がこのとき播磨国加東郡内で5000石を分与された。
ところが同年、直盛が任地に赴く途中大坂で没すると伊予国におけるその遺領は男子3人によって分割されることになった。西条藩3万石は長男直重が継ぎ、三男直頼は伊予国小松藩1万石を分与されている。直家には伊予国宇摩郡・周敷郡内の2万3000石を分与され、既に播磨に領していた5000石とあわせて都合2万8000石の領主となった。
直家は当初伊予国宇摩郡川之江（現在の愛媛県四国中央市川之江）を居所とし、陣屋を構えて川之江藩を立藩した。播磨国加東郡の領地を分領とし、王子村敷地（現在の小野市敷地町、大部小学校付近）に敷地陣屋を置いた。

### 小野藩1万石
寛永19年（1642年）、直家に嗣子が無く没したため丹波国園部藩主小出吉親の2男直次を直重の女婿として迎え、直家の嗣子として幕府に願い出た。しかし当時は末期養子が認められなかったため、伊予国にあった所領は没収されて天領となり、遺領相続という形で直次に播磨国加東郡内1万石を与えられた。
分領支配のために作られた敷地陣屋は規模が小さかったためか、承応2年（1653年）に直次は小野陣屋（小野市西本町、小野市立小野小学校付近）を築いて移っている。
3代末礼は駿河加番を延宝6年（1678年）・元禄3年（1690年）の2度務め、元禄5年（1692年）には大番頭となり、元禄16年（1703年）には5代将軍徳川綱吉の御側衆となった。
5代末栄の代に藩財政が悪化し、質素倹約を主とした財政再建を行い藩中興の祖となった。
9代末延の天保4年（1833年）には大規模な百姓一揆である「加古川筋一揆」が起こった。天保7年（1836年）には大国隆正を招聘し藩校「帰正館」を開校した。末延の嫡子で10代藩主となった末彦は生涯独身を通したため、丹波国綾部藩主九鬼隆都の5男を養子に迎え11代藩主末徳とした。末徳のもとで幕末を迎え、最後の藩主となる。累代の墓所は縁類の黒田氏と同じ東京都渋谷区、祥雲寺にある。
歴代藩主のうち、第3代から9代の藩主は駿河加番となっている（7代末昭のみ早世のため在番なし）。

### 幕末から明治へ
1871年（明治4年）、廃藩置県により小野県となった。小野県は同年中に廃され、姫路県・飾磨県を経て兵庫県に編入された。
1884年（明治17年）、最期の藩主末徳のとき、華族令により末徳は子爵に叙せられた。なお、末徳の3女の満喜子は建築家で近江兄弟社を設立したウィリアム・メレル・ヴォーリズの妻となっている。

## 歴代藩主
一柳家
外様　2万8千石→1万石　（1636年～1871年）
1. 直家
2. 直次 遺領相続により1万石
3. 末礼
4. 末昆
5. 末栄
6. 末英
7. 末昭
8. 末周
9. 末延
10. 末彦
11. 末徳

## 幕末の領地
- 播磨国
  - 加東郡のうち - 30村

## 藩政資料・資料館

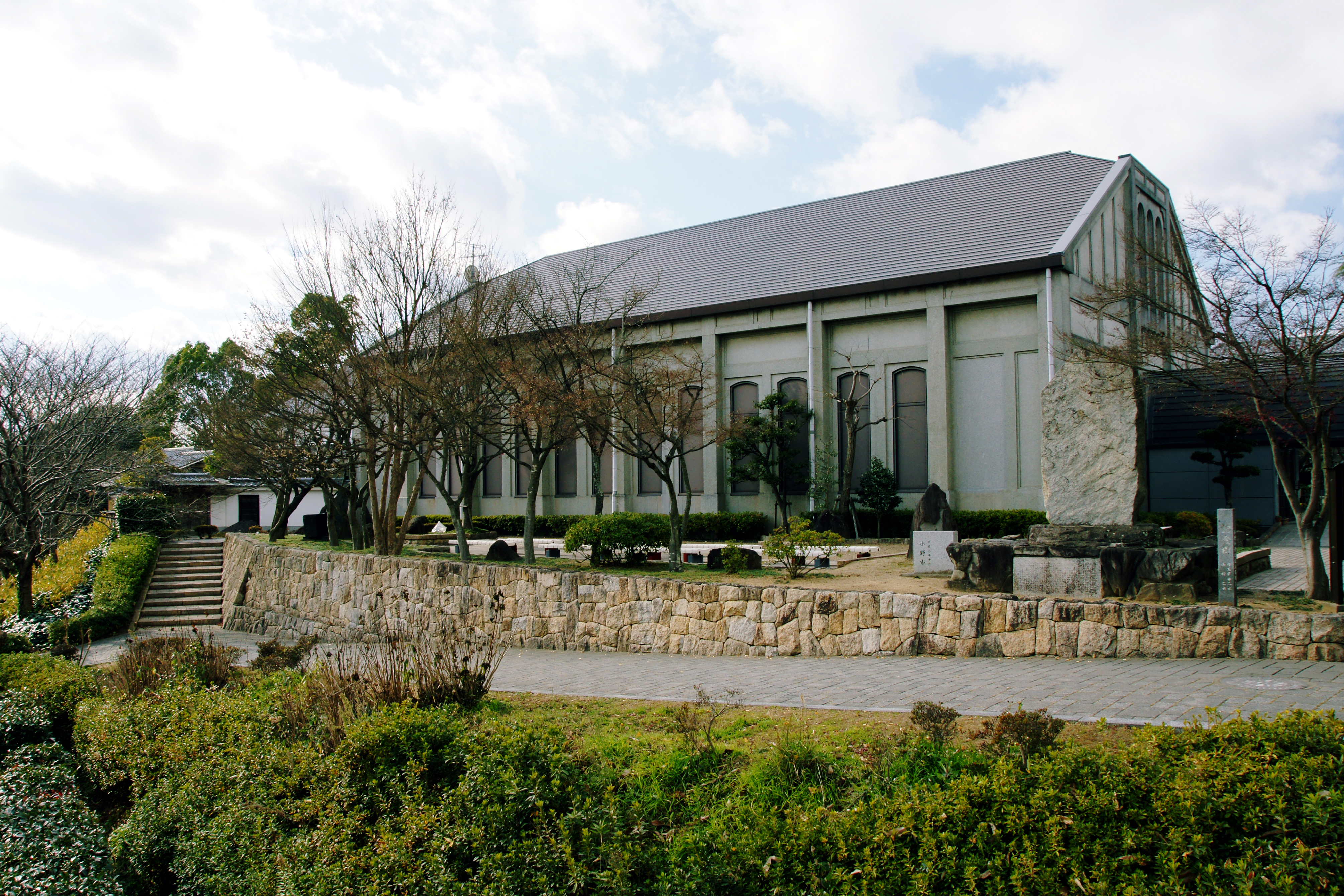
小野市好古館

小野藩一柳家の史料は、小野陣屋跡に立地する小野市好古館（1990年開館）に収蔵されており、以下が刊行されている。
- 一柳末栄著、柴田一校訂『家政録 播州小野藩一柳家史料1』（小野市立好古館、1995年）
- 小野市立好古館編、柴田一校訂『由緒書 播州小野藩一柳家史料2』（小野市立好古館、1999年）
- 小野市立好古館編、柴田一校訂『将軍・大名・家臣 播州小野藩一柳家史料3』（小野市立好古館、2004年）

このほか、自治体史『小野市史』などに史料が収録されている。
小野藩に関する独立した書籍として、以下のようなものがある。
- 藤田敬次編、福島四郎校訂『小野旧藩誌』（小野藩創始三百年記念会、1937年）
- 小林匡『小野藩史事典』（小野市文化連盟・小野の歴史を知る会、1990年）